# Howard Ensign Evans

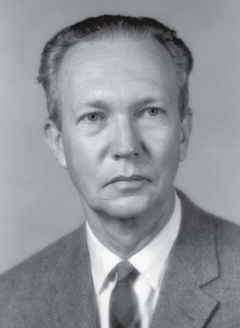
Howard E. Evans

Howard Ensign Evans (* 23. Februar 1919 in Hartford, Connecticut; † 18. Juli 2002) war ein US-amerikanischer Entomologe.

## Leben
Evans war der Sohn von Tabakfarmern und interessierte sich schon als Jugendlicher für Insekten. Er studierte zunächst Anglistik, dann Entomologie an der University of Connecticut, arbeitete an der Connecticut Agricultural Experimental Station und erwarb seinen Master-Abschluss 1941 an der Cornell University mit einer Arbeit über Wegwespen. Im Zweiten Weltkrieg war er Labortechniker und Parasitologe bei der US-Armee in Neufundland und North Carolina und entdeckte, dass eine mysteriöse Erkrankung von Armeeangehörigen durch  Giardia verursacht war. Nach dem Krieg promovierte er mit einem GI Bill an der Cornell University über die Taxonomie des Tribus Pompilini und wurde Assistant Professor an der Kansas State University, wo er insbesondere Taxonomie und Verhalten von Sandwespen studierte. Er war lange Professor an der Harvard University und am Museum of Comparative Zoology in Harvard und ab 1973 an der Colorado State University, wo er bessere Möglichkeiten für Feldforschung sah.
Er befasste sich vor allem mit Wespen, deren Verhalten und Evolution und Taxonomie von Hautflüglern. Er war ein Pionier in der Verwendung von Daten über das Verhalten in der Systematik und er zeigte, wie das Verhalten die evolutive Entwicklung zum Beispiel von Wespen beeinflusste. Er erstbeschrieb 31 Gattungen und 782 Arten von Insekten (bis 1999).
Er war seit 1977 Mitglied der National Academy of Sciences und erhielt 1976 deren Daniel Giraud Elliot Medal. 1967 erhielt er den William J. Walker Prize  des Boston Museum of Science.
Er war mit Mary Alice Evans (1921–2014) verheiratet, mit der er drei Kinder hatte und mit der er mehrere Bücher verfasste.
Sein populärwissenschaftliches Buch über Insekten Life on a little known planet wurde auch ins Deutsche übersetzt. Sein Buch Wasp farm von 1963 war von seinen Erfahrungen auf seiner Farm von 8 Acres in South Hill (Ithaca (New York), nahe dem Buttermilk Falls State Park) geprägt. Das Buch wurde für den National Book Award nominiert. Er schrieb auch über Geschichte der Entomologie und die wissenschaftliche Erforschung des amerikanischen Westens.
Zu seinen Schülern gehört Mary Jane West-Eberhard.
Evans veröffentlichte auch Gedichte (zuerst den Gedichtband The Song I Sing, Boston 1951).

## Schriften
- mit Mary Jane West-Eberhard: Wasps, University of Michigan Press 1970
- Wasp Farm: A Scientist's Vivid Account of the Remarkable Lives of Wasps, The Natural History Press, Doubleday 1963, Nachdruck Cornell University Press 1985
- The comparative ethology and evolution of sand wasps, Harvard University Press 1966
- The behavioral patterns of solitary wasps, Annual Review of Entomology, Band 11, 1966, S. 123–154
- Insect Biology: A Textbook of Entomology, Addison-Wesley 1984
- The Pleasures of Entomology, Washington D.C., Smithsonian Press 1985
- Life on a little known planet, New York: Dutton 1968, Nachdruck The Lyons Press 1993
  - Deutsche Übersetzung: Das Trillionen-Volk. Die unbekannte Welt der Insekten, Lübbe 1969, als Taschenbuch bei Bastei-Lübbe 1980
- mit Mary Alice Evans: William Morton Wheeler: Biologist, Harvard University Press 1970
- mit Mary Alice Evans: Australia: a Natural History, Smithsonian Press 1983
- mit Mary Alice Evans: Cache La Poudre: the Natural History of a River, University Press of Colorado 1993
- Pioneer Naturalists: The Discovery and Naming of North American Plants and Animals, Henry Holt 1993
- A Naturalist's Years in the Rocky Mountains, 2001
- The Natural History of the Long Expedition to the Rocky Mountains (1819–1820), Oxford University Press 1997
- The Man Who Loved Wasps: A Howard Ensign Evans Reader, Johnson Books 2004
- mit Kevin M. O’Neill : The Sand Wasps: Natural History and Behavior, Harvard University Press 2007
- mit Kevin M. O’Neill : The Natural History and Behavior of North American Beewolves, Cornell University Press 1988